# 삼지구엽초
삼지구엽초(三枝九葉草, horny goat weed)는 미나리아재비목 매자나무과에 딸린 여러해살이풀로 희귀, 특산식물이다.  가지가 3개로 갈라지고 각각의 가지마다 3장의 잎이 달리기 때문에 삼지구엽초라는 이름이 붙었다.

## 생태
산지의 숲 속에서 드물게 자란다. 높이는 30cm 가량이다. 땅 속에 가로로 기는 뿌리줄기가 있어서, 거기에서 여러 개의 뿌리잎이 나온다. 잎은 긴 잎자루를 가지고 있으며, 2회 3출 겹잎으로, 작은잎은 다소 좌우비대칭인 달걀 모양인데, 그 밑부분은 심장 모양이다. 겨울에는 땅 위 부분이 말라죽는다. 꽃은 4-5월경에 줄기 끝에 총상꽃차례를 이루면서 아래를 향해 핀다. 꽃받침은 8개로 바깥 둘레의 4개는 일찍 떨어지며, 안쪽의 4개는 달걀 모양의 긴 타원형으로 밝은 자색을 띠고 있다. 꽃잎은 4개로 닻 모양이며, 보통 엷은 자색인데 분홍색이나 흰색인 것도 있다. 열매는 삭과이다.

## 쓰임새
한방에서 음양곽이라 하여 자양강장제로 쓴다. 선령비, 방장초 등으로도 불린다. 최음·강장·강정·거풍 등에 효과가 있다. 보통은 물에 달여 마시지만 술을 담가 먹어도 같은 효과를 볼 수 있다. 이 술의 이름이 선령비주(仙靈脾酒)다. 잎, 줄기, 뿌리 전체를 약으로 쓴다. 맛은 맵고 달며 약성은 따뜻하고 간·신경에 작용한다. 약리실험과 임상보고에서 정액분비 촉진작용이 강한 것이 밝혀졌다. 노인성 허약체질에 이 약초 10g을 하루 양으로 달여서 3번 나누어 먹는 방법으로 7주간 복용하였더니, 온몸의 혈액순환이 좋아지고 정신이 맑아지고, 육체적 활동능력이 높아지며 성기능이 향상되었다는 것이 밝혀졌다.
잎과 꽃의 모양이 독특하므로 관상용으로도 가치가 높다.

## 키우는 방법
늦봄에 씨앗이 익으면 받아 뿌린다. 가을에 포기나누기를 해도 된다. 여름철에 기온이 너무 높으면 삭아 버리므로 주의해야 하며, 반그늘에서 키우는 것이 좋다.

## 사진

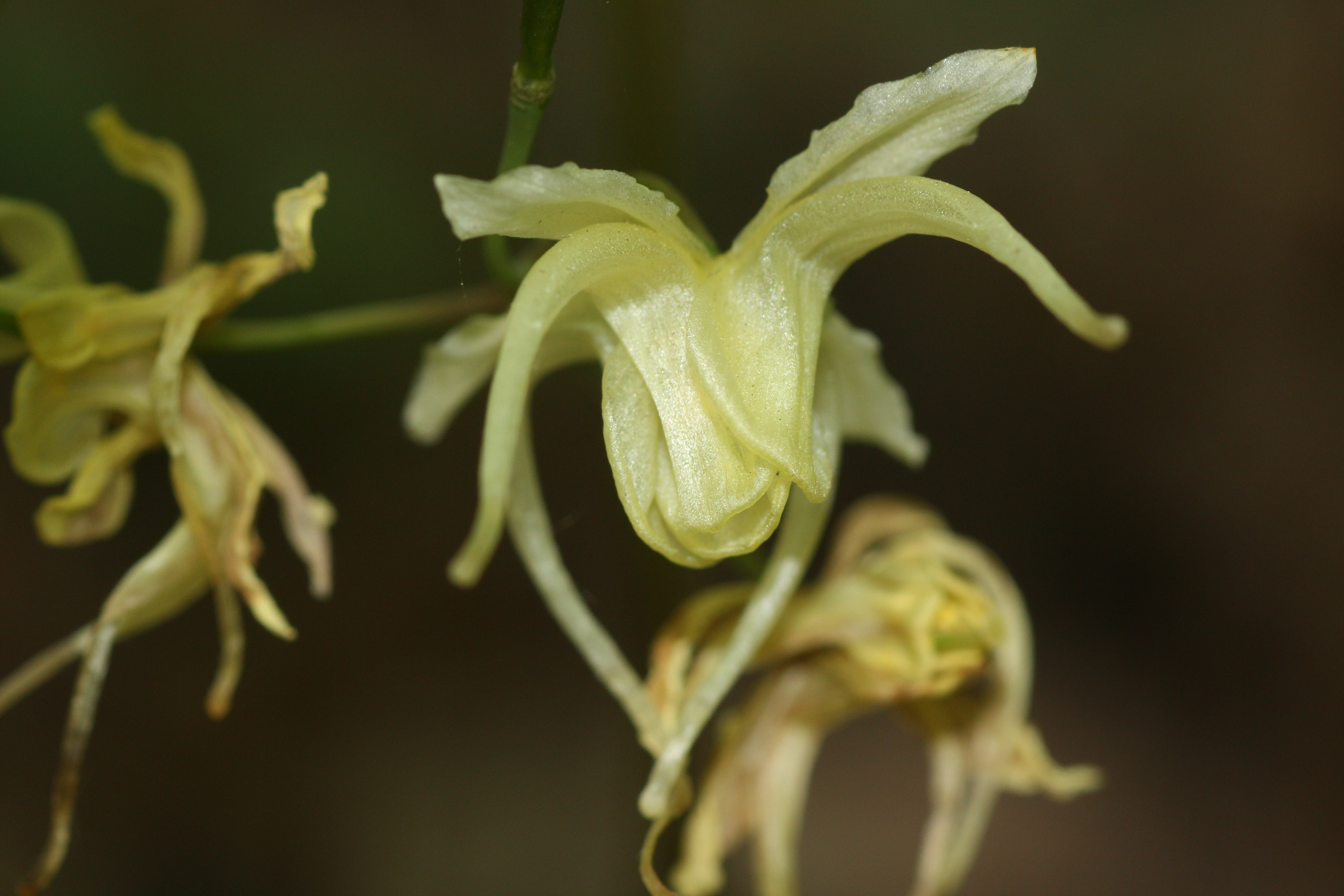
꽃
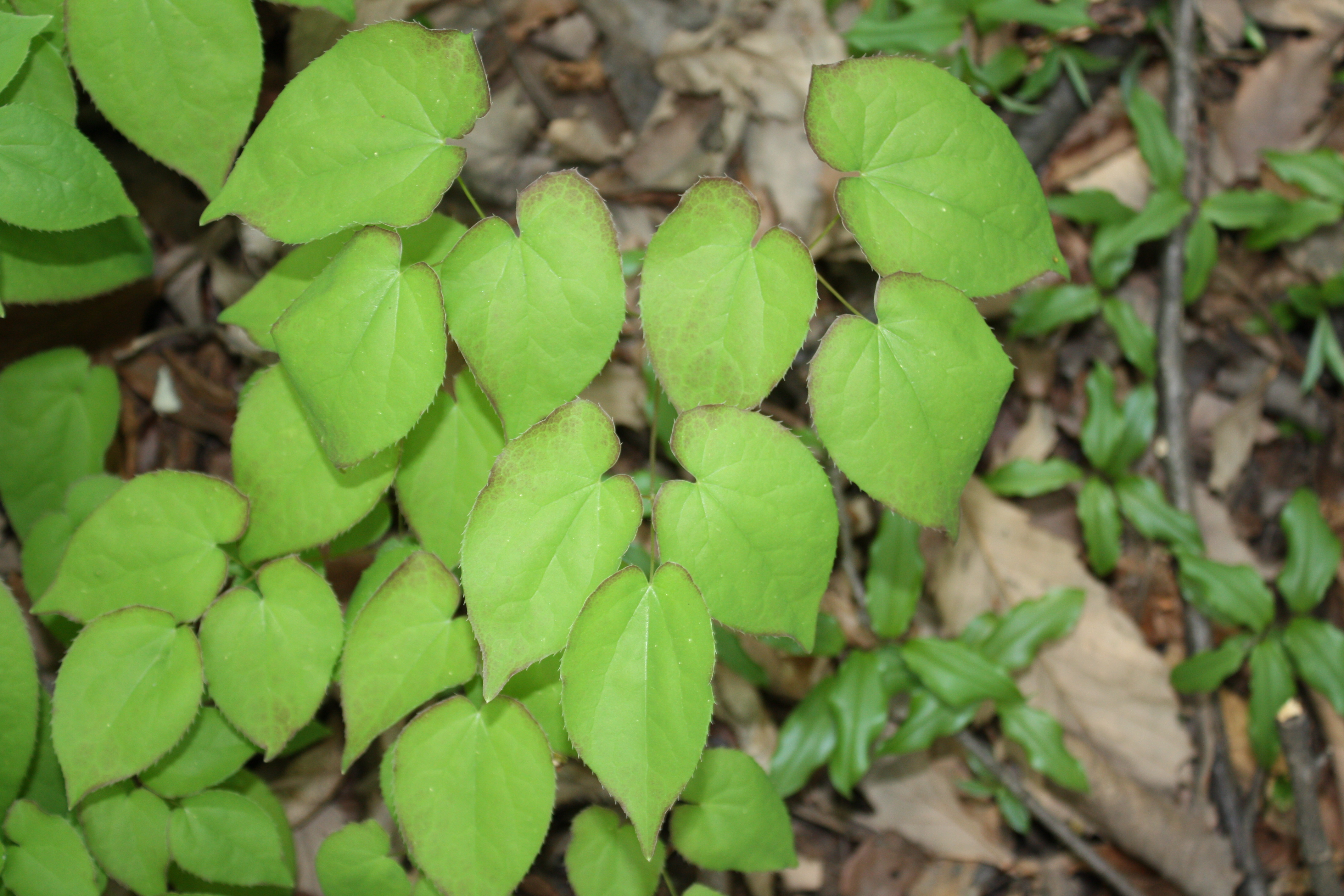
잎